# Baskowie
Baskowie – protonaród waskoński zamieszkujący tereny na granicy Hiszpanii i Francji nad Zatoką Biskajską. Obecnie żyje około 10 milionów Basków, z czego 2,3 miliona w Hiszpanii, około 285 tysięcy we Francji i kilka milionów na emigracji (głównie w Ameryce Łacińskiej).
Baskowie mówią językiem baskijskim, który nie należy do rodziny języków indoeuropejskich. Interesujący przyczynek do badania pochodzenia Basków dają studia nad grupami krwi. Otóż gen grupy krwi B praktycznie u nich nie występuje, zaś częstość występowania grupy krwi 0 jest najwyższa w Europie. Około 35% ludności baskijskiej ma grupę krwi Rh−, podczas gdy w Europie średnio jest to 15%.

## Historia

### Starożytność i panowanie wizygockie
W przeszłości usiłowano dopatrywać się związku języka baskijskiego z językami berberyjskimi i kaukaskimi. W starożytności nie ulegli celtyzacji i romanizacji, jak inne ludy Półwyspu Iberyjskiego. Cesarz Tyberiusz przyznał Baskom autonomię w zakresie prawa i obyczajów oraz zwolnił ich z rzymskich podatków oraz stacjonowania legionów w zamian za dostęp do złóż występujących w Baskonii. Rzymska obecność przyczyniła się także do rozwoju rolnictwa i chrystianizacji.

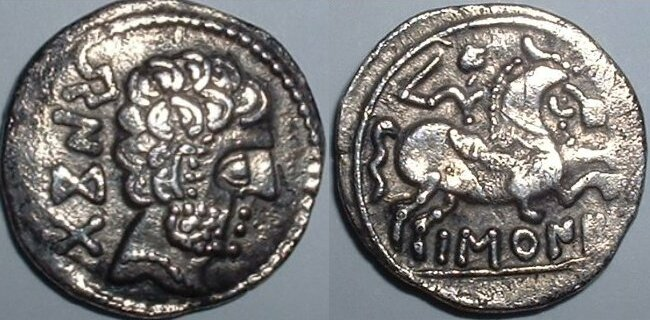
Baskijska moneta z I w. bita w Pampelunie

Po upadku Cesarstwa Rzymskiego Baskowie uzyskali większą niezależność, choć w 581 r. wizygocki król Leowigild podbił część Baskonii i w celu umocnienia swojej władzy założył twierdzę Victoriacum. Ani ta, ani kolejne ekspedycje nie przyniosła długotrwałego podporządkowania Basków.
We wczesnym średniowieczu nie zdołali opanować ich ziem ani Arabowie (z wyjątkiem okolic Pampeluny) ani Frankowie (z wyjątkiem Gaskonii), jednak walki arabsko-frankijskie doprowadziły do spustoszenia Baskonii i doprowadziły do powstania Basków przeciw obu sąsiadom. Już w VIII w. Baskowie usiłowali tworzyć własne państwo, w tym czasie władzę w regionie Pampeluny zdobył Velasco, który odebrał te tereny muladijskiemu rodowi Banu Qasi. Początki baskijskiej niepodległości związane są z powstałym z ziem Velasco Królestwem Nawarry, które w 824 r. pokonało armię frankijską i uzyskało niezależność pod panowaniem dynastii Arista (spokrewnionej z Banu Qasi). Królestwo Nawarry pod względem terytorialnym zbliżone było do obecnego obszaru Kraju Basków.

### Królestwo Nawarry w okresie rekonkwisty
W 905 r. tron Nawarry przejęła dynastia Jimena, która kontynuowała rekonkwistę i zaangażowała się w kontakty z innymi królestwami Hiszpanii. Jeszcze w X w. doszło do krótkotrwałej unii personalnej z hrabstwem Aragonii. Za rządów króla Sancha III Wielkiego (ok. 1000–1035) Królestwo Nawarry było największą potęgą chrześcijańską na Półwyspie Iberyjskim, a jego siła wywodziła się m.in. z wysoko rozwiniętej gospodarki. Sancho III zhołdował hrabstwa katalońskie i podporządkował sobie hrabstwo Kastylii oraz Królestwo Leónu, by w 1034 r. przyjąć tytuł „króla wszystkich Hiszpanii”.
Kryzysem w ekspansji Nawarry była klęska pod Atapuercą w 1054 roku i śmierć García III zadane przez armię Kastylii i Leónu. W 1076 r. tron przypadł królowi Aragonii Sancho Ramirezowi, co oznaczało powrót unii personalnej z Aragonią, która trwała do śmierci Alfonsa I Walecznego, gdy Nawarra uniezależniła się od silniejszego sąsiada. W tym okresie Nawarra została odcięta od terytoriów muzułmańskich, a jej rola w rekonkwiście ograniczona do zera. Był to także początek spadku znaczenia państwa.
Po niemalże czterech wiekach panowania rodzimej dynastii, w roku 1200, w wyniku niepokojów wewnętrznych prowincje Gipuzkoa, Araba i Biskaja oderwały się od Królestwa Nawarry i zostały włączone do Królestwa Kastylii, jednak monarcha kastylijski musiał przysiąc, że będzie przestrzegał Statutów Nawarry (tzw. fueros), a władza będzie sprawowana przez wicekróla. Baskowie mieli podlegać nie królowi Kastylii, lecz lokalnym zgromadzeniom. Porozumienie to rozciągało się na wszystkie cztery jednostki terytorialne – Arabę, Gipuzkoę, Biskaję i Nawarrę i było ratyfikowane przez kolejnych monarchów hiszpańskich. Pomimo włączenia do wielkiego organizmu państwowego, terytoria zamieszkane przez Basków charakteryzowała polityczna odrębność. Wybitni Baskowie byli wybitnymi Hiszpanami: ministrami Korony, wojownikami, konkwistadorami w Nowym Świecie, administratorami, misjonarzami.

### Okres panowania francuskiego
Po śmierci Sancha VII Mocnego Królestwo Nawarry weszło w 1234 roku na 40 lat w unię personalną z Szampanią. Nowy władca Tybald I Trubadur wydał Przywilej Generalny dla Nawarry, który gwarantował udział szlachty we władzy poprzez konsultowanie się króla ze szlachtą i powołanie wicekróla na czas nieobecności monarchy. Po wygaśnięciu dynastii szampańskiej tron Nawarry przypadł królom Francji. Okres panowania francuskiego wiązał się z naruszaniem praw Nawarry zapisanych w fueros, co doprowadziło do wybuchu krwawo stłumionego powstania.
W 1328 roku rządy objęła spokrewniona z królami Francji dynastia d’Evreaux, która dbała o rozwój kraju i respektowała jego odrębność. Wygaśnięcie tej dynastii skutkowało ponownie unią personalną z Aragonią, czemu nie przeszkodziła krótkotrwała wojna o sukcesję w Nawarze. Konflikt przyczynił się jednak do zniszczenia kraju, który nie odzyskał już wysokiej pozycji ekonomicznej.
Po rozpadzie unii z Aragonią panowanie w Nawarze objęła dynastia d’Albert. Za sprawą jej koligacji z Burbonami doszło w 1589 r. do unii personalnej z Francją, a w 1620 roku przyłączeniem państwa do Francji. Równocześnie większa, południowa, część Nawarry została w 1512 r. podbita przez króla Kastylii i Aragonii Ferdynanda Katolickiego, który przyłączył Nawarrę do Kastylii na zasadzie szerokiej autonomii.

### Wiek XIX
Panowanie hiszpańskie wiązało się z presją na ograniczenie użycia języka baskijskiego oraz promowaniem urzędników pochodzenia hiszpańskiego. Wiek XIX był dla tych terenów okresem diametralnych zmian gospodarczych i społecznych. W roku 1765, w odpowiedzi na nasilającą się dyskryminację ze strony Kastylijczyków, którzy zaczęli zajmować wysokie stanowiska w ich kraju, Baskowie powołali Towarzystwo Przyjaciół Kraju Basków. Jego celem było legalne przeciwdziałanie nowym, antyautonomicznym tendencjom w polityce Hiszpanii i ochrona narodowych tradycji. Cztery lata później, w wyniku reformy administracyjnej, likwidacji uległa autonomia francuskiej części Gaskonii, którą zresztą ograniczono już w okresie rewolucji francuskiej. W 1814 roku król Hiszpanii Ferdynand VII zniósł konstytucję uchwaloną dwa lata wcześniej i tym samym odebrał baskijskie przywileje w swoim królestwie.
Po śmierci Ferdynanda w Hiszpanii rozgorzały walki między pretendentami do tronu określone mianem wojny karlistowskiej (1833–1837). W jej czasie przywiązani do swych swobód i obyczajów, głęboko religijni Baskowie pod hasłem Bóg i stare prawa jako karliści popierali Don Carlosa – konserwatywnego pretendenta do tronu Hiszpanii. Konsekwencją wojny było częściowe zniesienie podstawowych regulacji dotyczących swoistej odrębności Basków, które, zapisane we fueros, obowiązywały w prawie niezmienionej postaci aż do 1841 r. Dotyczyło to przede wszystkim istnienia odrębnych instytucji państwowych, które zdelegalizowano. Również w tym roku ustalono ostateczną granicę między Francją a Hiszpanią, dzieląc kraj Basków na dwie części: francuską, w skład której wchodziły trzy prowincje (Lapurdi, Zuberroa, Dolna Nawarra) i hiszpańską, składającą się z Biskai, Gipuzkoi, Górnej Nawarry i Araby. Wskutek tego podziału powstało hasło jednoczące Basków, „Zapiak Bat”, czyli „Siedem w jedności”. Symbolizować ono miało dążenie do połączenia wszystkich siedmiu prowincji w jedno państwo.
W wyniku klęski karlistów w III wojnie karlistowskiej (1872–1876), doszło do całkowitego zniesienia fueros. Zniesienie przywilejów (m.in. przywilejów celnych) było jednakże poważnym impulsem do rozwoju gospodarczego tych regionów. Powstania przeciw monarchii wpłynęły na wytworzenie się późniejszych protestów, skierowanych przeciwko rządowi w stolicy Hiszpanii, a także miały ogromny wpływ na swego rodzaju odrodzenie kulturalne Basków w drugiej połowie XIX w., które łączy się z powstaniem i rozwojem baskijskiego nacjonalizmu.

### Narodziny świadomości narodowej
Za prekursora baskijskiej doktryny narodowej uważa się Sabino Aranę y Goiri, autora „Formularza istotnych zasad nacjonalizmu baskijskiego”. Był on założycielem EAJ-PNV Baskijskiej Partii Narodowej (Eusko Alderdi Jeltzalea, Partido Nacionalista Vasco), powstałej w 1894 r. Co ciekawe, dopiero mając 25 lat opanował język baskijski. Początkowo PNV była organizacją skrajnie nacjonalistyczną, tradycjonalistyczną i antyliberalną. Arana opowiadał się za stworzeniem samorządnego państwa baskijskiego, związanego z Hiszpanią na zasadzie równości, politycznie podporządkowanego Kościołowi, składającego się z szeregu autonomicznych jednostek zarówno z hiszpańskiej, jak i francuskiej części ziemi Basków. Był także pomysłodawcą narodowej flagi – ikurriny, na której kolor czerwony symbolizuje prowincję Biskaja, biały krzyż to oddanie wierze katolickiej, a zielony krzyż (zwany krzyżem św. Andrzeja) ma przypominać drzewo z Gerniki. Szczególny nacisk kładł on na konieczność zachowania i rozwoju języka – euskery.
Do 1898 r. działalność PNV miała bardzo ograniczony charakter. Partia liczyła niewielu członków i funkcjonowała w warunkach pół-tajności. Przystąpienie grupy euskalerriacos Ramona Soty do PNV oraz poparcie finansowe i propagandowe udzielone Aranie przez tygodnik Euskalduna zaowocowały pierwszymi sukcesami wyborczymi (Arana został deputowanym prowincji Biskaja w Bilbao) i PNV zaczęła nabierać znaczenia na baskijskiej scenie politycznej.
Filozofia Sabino Arany wraz z biegiem czasu uległa zmianie. W końcowym etapie swojego życia odszedł od dążeń niepodległościowych na rzecz autonomii. Zmarł podczas pobytu w więzieniu 25 listopada 1903 r. w wieku 38 lat. PNV po śmierci swojego przywódcy rozwijała dalej swoje struktury, jednak poprzez zmieniający się program stała na skraju rozłamu. Połowa członków uważała, że dalej należy dążyć do uzyskania niepodległości, reszta była zdania, iż lepszym wyjściem byłoby utworzenie autonomii. Dzięki kompromisowi ostatecznie nie doszło do rozłamu w PNV. W 1906 r. w Bilbao, został wygłoszony manifest zawierający ostateczny program Baskijskiej Partii Nacjonalistycznej. Dzięki czemu w ramach PNV mogły istnieć tendencje niepodległościowe, jak i te bardziej umiarkowane (mówiące o autonomii). Manifest ten umożliwił także legalizację partii.

### Druga Republika
16 kwietnia 1931 roku proklamowana została Druga Republika Hiszpańska. Odżyły marzenia Basków o odzyskaniu przynajmniej części odebranych swobód. Tym bardziej, iż nowy rząd uznał autonomię Katalonii. Uzyskanie w 1936 roku autonomii przez Basków nastąpiło w cztery lata po przeprowadzeniu stosownego referendum. Według statutu autonomicznego Baskowie mogli posiadać swój parlament i rząd przed nim odpowiedzialny, posiadali prawo do prowadzenia własnej polityki podatkowej oraz swobodę rozwoju kultury. W skład Kraju Basków weszły prowincje Araba, Biskaja, Gipuzkoa, nie znalazła się w nim Nawarra, której mieszkańcy odrzucili autonomię w referendum. Wynikało to z faktu, że odsetek ludności rdzennie baskijskiej był tam znacznie niższy.
Działania te spotkały się z ostrym sprzeciwem przeciwników rządów republikańskich. Punkt 2 opublikowanego w 1933 r. programu politycznego partii „Falanga” głosił: „Hiszpania jest jednością przeznaczoną Narodowi. Wszelki zamach na tę jedność jest odrażający. Wszelki separatyzm jest zbrodnią, której nie przebaczymy. Obowiązująca konstytucja, dając podstawy temuż, stanowi zamach na Jedność przeznaczoną Hiszpanii. Dlatego żądamy jej natychmiastowego zniesienia”. Falanga chciała przekształcić Hiszpanię w państwo centralistyczne, sprzeciwiała się jakimkolwiek elementom autonomii.
W nocy z 17 na 18 lipca 1936 roku w Hiszpanii bunt generała Francisco Franco, zapoczątkował wojnę domową. Po jej wybuchu rozłam wśród Basków się pogłębił: Baskowie z Navarry i Alavy opowiedzieli się po stronie gen. Franco, zasilając karlistowskie oddziały zbrojne – Requetés, natomiast nacjonaliści opowiedzieli się po stronie rządu ludowego i 7 października 1936 powołali na terenie Vizcaya i Gipuzkoa autonomiczną republikę Euzkadi. Wystawione przez Basków bataliony walczące w obronie republiki, posiadały i komisarza, i kapelana, a niektóre z nich nosiły imię świętego Ignacego Loyoli.
Na czele rządu baskijskiego stanął Jose Antonio de Aguirre. Strategiczne położenie i bogactwo naturalne kraju Basków były z punktu widzenia gen. Franco niezwykle istotne. Wysoko rozwinięty i uprzemysłowiony obszar pod panowaniem mniejszości narodowej jako w pełni samodzielny podmiot polityczny zagrażał planom hiszpańskich nacjonalistów i dlatego rebelianci dążyli do jego podporządkowania w pierwszej kolejności. Franco wiedział, że przełamanie oporu Basków będzie silnym ciosem dla rządu madryckiego. Zagraniczni sojusznicy rebeliantów żądali ponadto pokrywania kosztów pomocy wojskowej dostawami rud żelaza. Najbogatsze zaś złoża tego surowca znajdowały się właśnie w Kraju Basków.
Skutki wojny domowej dały się Baskom we znaki. Na terytorium Kraju Basków została ustanowiona armia okupacyjna, zabroniono wszelkiego rodzaju publikacji, nawet rozmowy w języku baskijskim nie były mile widziane. Większość nacjonalistów po zakończeniu działań wojennych została skazana na wyroki pozbawienia wolności, reszta (w obawie przed represjami) zakończyła działalność polityczną. Aż do końca stanu wojennego (1948) walka o niezależność Basków była praktycznie niemożliwa.

### Czasy reżimu
Po ostatecznym przejęciu władzy w całej Hiszpanii przez Franco rozpoczęły się prześladowania zbuntowanej mniejszości narodowej. Baskowie zostali uznani za zdrajców, a wszystkie stanowiska administracyjne objęli Kastylijczycy. Trwający do roku 1948 stan wojenny skutecznie uniemożliwił jakąkolwiek legalną walkę o przywrócenie autonomii. Rząd Franco doprowadził do formalnoprawnej likwidacji uprawnień autonomicznych Kraju Basków. Zakazano używania języka baskijskiego, wydawania narodowych pism, kultywowania tradycji. Zabroniono obchodzenia świąt narodowych.
Przetrwanie kultury i języka w okresie frankistowskim, a także zachowanie narodowej odrębności zawdzięczali Baskowie, w dużym stopniu, Kościołowi katolickiemu. Miał on, jako jedyny podmiot w regionie, prawo do prowadzenia wyższych uczelni. Seminaria duchowne na terytoriach baskijskich stały się miejscami pielęgnowania narodowej spuścizny oraz kształtowania przyszłej baskijskiej inteligencji. Półjawnie działały także szkoły baskijskie (ikastolas), prowadzone przez działaczy narodowych nauczających języka baskijskiego oraz historii i geografii Kraju Basków.
Radykalizm rządu centralnego spowodował wzrost nastrojów niepodległościowych. W efekcie, w lecie 1959 roku narodziła się ETA (Euskadi Ta Askatasuna – Ojczyzna Basków i Wolność) utworzona przez grupę studentów niezadowolonych z umiarkowanych postulatów PNV. ETA była jedyną zbrojną grupą działającą w Hiszpanii podczas rządów Franco. Pierwsze działania ugrupowania polegały na podkładaniu ładunków wybuchowych w miastach Bilbao, Vitoria i Santander. Pierwsza duża akcja zbrojna miała miejsce w 1961 r. – była to nieudana próba wykolejenia pociągu wiozącego weteranów wojny domowej do Donostii na obchody 25 rocznicy zakończenia wojny. Policja odpowiedziała blokadami dróg, przeszukiwaniami domów, torturami aresztowanych. W efekcie wielu Basków udało się na emigrację, podczas gdy inni poparli walkę ETA. Kolejne akcje ETA wiązały się z kolejnymi aresztowaniami. Aresztowania skutkowały procesami, w których zapadały wyroki śmierci. W kwietniu 1975 sytuacja zaostrzyła się do tego stopnia, że ogłoszono stan wyjątkowy w prowincjach Gipuzkoa i Biskaja. Również baskijski kościół katolicki stał się obiektem ataków ze strony rządu – aresztowano biskupa Bilbao Anoverosa, księdza Eustasio Erquicia poddawano torturom.

### Wyczekiwane zmiany
Po śmierci generała Francisco Franco, 20 listopada 1975 roku, Hiszpania rozpoczęła długą drogę ku demokracji. Południowe prowincje Kraju Basków – nadal pod kontrolą wojskową – zostały podzielone. Oddzielono Nawarrę od Araby, Biskai i Gipuzkoi. Autonomia, którą im przyznano, stanowiła jednak tylko wspomnienie niezależności, jaką cieszyły się te prowincje za panowania króla Jana III. Kraj Basków mógł mieć swój własny parlament, uzyskał kontrolę nad podatkami i edukacją, przyzwolono na swobodną promocję kultury i języka. Te ograniczone ustępstwa rządu centralnego nie usatysfakcjonowały ETA, która wzmogła akcję terrorystyczną, kierując ją głównie przeciwko hiszpańskim politykom. Socjalistyczny rząd, z premierem Felipe Gonzalezem na czele, próbował zwalczać ETA tworząc antyterrorystyczną grupę GAL. Była ona odpowiedzialna za śmierć 28 osób podejrzanych o członkostwo w baskijskiej organizacji.
Baskowie nie ustawali jednak w staraniach o pokojowe rozwiązanie sporu. Pierwsze demokratyczne wybory w Hiszpanii odbyły się 15 czerwca 1977 roku. Referendum nad nową konstytucją Królestwa przeprowadzono 6 grudnia 1978. W tym okresie w Kraju Basków powstały dwie nowe partie polityczne – Euskadiko Ezkerra (EE, Lewica Euskadii – w roku 1993 włączona do Hiszpańskiej Partii Socjalistycznej) i Herri Batasuna (HB, Jedność Ludu). Te dwa ugrupowania cieszyły się poparciem około 30% elektoratu.
Po wyborach ogólnokrajowych rozpoczęły się oficjalne negocjacje na temat nadania statusu autonomicznego prowincjom Araba, Biskaja i Gipuzkoa. Uzyskawszy legitymizację ze strony wyborców, PNV zaczęła forsować kwestię autonomii już w 1977 roku, uważając, że przywrócenie autonomicznego status Kraju Basków jest niezbędne, jeśli chce się zakończenia przez ETA zbrojnej walki o niepodległość. Konieczność sprawnego przeprowadzenia negocjacji spowodowała, że ze strony Basków brała w nich udział tylko PNV. Koalicja PNV i EE zdawała sobie sprawę, że niewyrażenie poparcia dla ograniczonych postanowień Statutu przez samych Basków może zaowocować interwencją zbrojną Madrytu w Kraju i zamachem stanu w Hiszpanii. Politycy baskijscy podkreślali więc w oficjalnych wypowiedziach, że przyjęcie Statutu jest jedynie pierwszym krokiem na drodze do niepodległości.
Negocjacje nad Statutem zakończyły się w lipcu 1979 r. Statut stwierdzał, iż Baskowie będą stanowić autonomiczną wspólnotę w ramach Hiszpanii, o nazwie Euskadi. Kraj Basków składać się miał na jego mocy z trzech prowincji. Nie zamknięto jednak możliwości dołączenia do tychże Nawarry. Władza wykonywana miała być przez parlament, rząd i lehendakari (prezydenta). Parlament składać się miał z 25 diputados (przedstawicieli) każdej z trzech prowincji wybieranych na maksymalny okres czterech lat. Spośród swojego grona wybierać mieli oni lehendakari. Prezydent następnie nominował swoich consejeros (ministrów rządu autonomicznego). Parlament mianować miał również swoich przedstawicieli do Senatu Królestwa Hiszpanii.
25 października 1979 odbyło się referendum w Kraju Basków, w którym przyjęto Statut. Wkrótce też odbyły się wybory do parlamentu baskijskiego (9 marca 1980 roku). Baskowie ponownie wyrazili poparcie dla PNV.
Tymczasem tajne rozmowy między rządem, a ETA miały miejsce w roku 1992 w Algierii. Nie doprowadziły jednak do zakończenia konfliktu. W grudniu 1997 roku 23 członków kierownictwa partii Herri Batasuna – uważanej za polityczne skrzydło ETA – zostało aresztowanych i skazanych na siedem lat więzienia. Duży wpływ na politykę ETA miały wydarzenia w Irlandii, jako że ETA pozostawała w bliskich kontaktach z IRA. Wielkopiątkowe porozumienie pokojowe skłoniło ETA do ogłoszenia we wrześniu 1998 pierwszego w ciągu 30 lat walki zbrojnej zawieszenia broni. Miało ono stanowić fundament do rozmów pomiędzy Herri Batasuna, a rządem madryckim. Jako że rozmowy z rządem nie przyniosły spodziewanych efektów, 14 miesięcy po ogłoszeniu zawieszenia broni ETA ogłosiła, że od 3 grudnia wznowi ataki.
W latach 1979–1991 głosy oddane na baskijskie partie nacjonalistyczne zawsze dawały im większość w parlamencie. Po raz pierwszy w 1993 roku nie uzyskały one większości. Po wyborach w 1998 roku, na 75 miejsc w lokalnym parlamencie obozowi narodowemu przypadło 41 miejsc, a jego ogólno-hiszpańskim przeciwnikom 34 miejsca. Herri Batasuna zwiększyła z 11 do 14 miejsc swój stan posiadania. Rządzący narodowcy z PNV zdobyli 21 miejsc, EA – 6. Hiszpańskiej prawicy przypadło 16 miejsc, podczas gdy socjalistom 14.

### Pakt z Lizarra
W lecie 1998 roku główne nacjonalistyczne siły polityczne Kraju Basków spotkały się w mieście Estella (Lizarra) z nadzieją na rozpoczęcie negocjacji mających doprowadzić do wypracowania wspólnego stanowiska w kwestii autonomii/niepodległości. We wrześniu 1999 roku treść paktu z Lizarra przedostała się do prasy. Okazało się, że partie zgodziły się w nim na przedsięwzięcie działań na rzecz niepodległości. Władze hiszpańskie wyraziły oburzenie faktem istnienia tajnego porozumienia. W konsekwencji jesień 1999 roku stanowiła czas zintensyfikowanych rozmów między partiami baskijskimi. W efekcie, w październiku 1999 rzecznik PNV skrytykował postanowienia Statutu z 1979 roku. W wyborach 2000 Partido Popular osiągnęła większość w hiszpańskim parlamencie, a premier Aznar zadeklarował dalsze rozmowy na temat autonomii Katalonii, jednocześnie ogłaszając, że nie będzie dalej negocjował z Baskami.
Główne siły polityczne w Kraju Basków prezentują odmiennie stanowiska, które wydają się nie do pogodzenia. Po wspomnianym wyżej wyroku Sądu Najwyższego Hiszpanii, skazującego na karę pozbawienia wolności 23 przywódców HB, PNV wydała oświadczenie potępiające wyrok, ale jednocześnie jednoznacznie odcinające PNV od jakichkolwiek związków z HB czy ETA. W odpowiedzi 6 i 7 grudnia biura PNV zostały ostrzelane. Zamordowanych zostało dwóch przedstawicieli Partio Popular będących burmistrzami miast baskijskich. W efekcie dziesięć tysięcy osób protestowało przeciwko tym zbrodniom. Wszystkie partie obecne w Kraju Basków, z wyjątkiem HB, wzięły udział w wielkiej antyterrorystycznej manifestacji.
W wyborach 2001 roku PNV i EA zdobyły razem 33 z 75 miejsc w lokalnym parlamencie, czyli 7 miejsc więcej niż dwa lata wcześniej. Dwie partie „hiszpańskie” zajęły drugie i trzecie miejsce, mimo prowadzenia w Kraju Basków agresywnej kampanii w nadziei na odsunięcie PNV od władzy. Wynik wyborów został jednak odebrany jako porażka Aznara i rządu centralnego, który nie szczędził środków na kampanię. Jednocześnie wyraźnie poparcie straciły również partie ekstremistyczne. Wynik wyborów unaocznił poparcie mieszkańców Kraju Basków dla umiarkowanego podejścia do kwestii niepodległości.
30 grudnia 2004 roku parlament baskijski przyjął bezwzględną większością głosów projekt reformy Statutu z Guerniki, tzw. Plan Ibarretxe, który następnie został przedstawiony parlamentowi hiszpańskiemu (Kortezom). Plan ten, przewidujący znaczące poszerzenia autonomii Kraju Basków, został jednakże odrzucony przez Kortezy i obecnie kwestia reformy statutu Kraju Basków znajduje się w impasie.

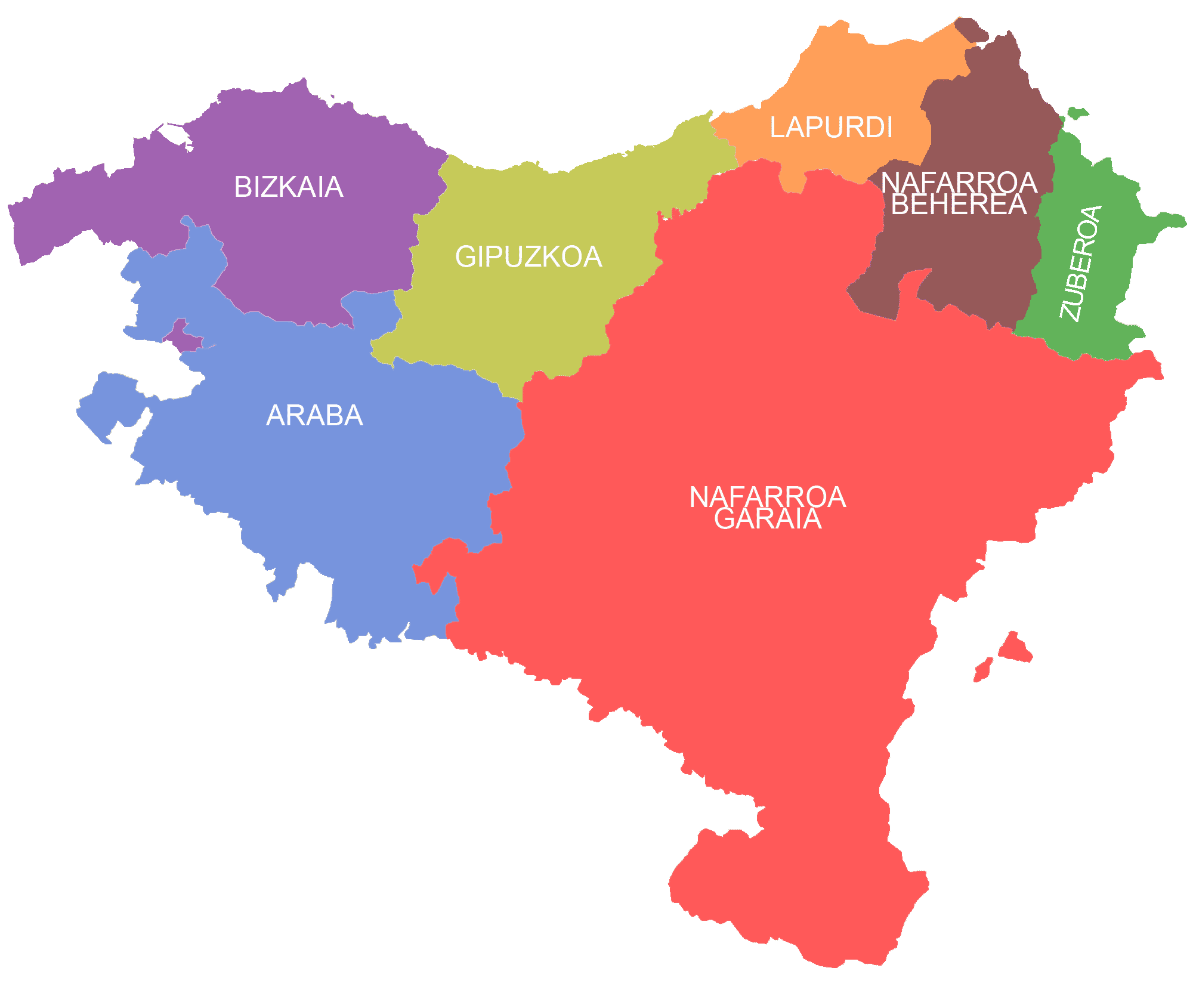
Region zamieszkany przez Basków

## Kultura i język baskijski
Świadomość odrębności społeczno-kulturowej Basków jest bardzo duża. Uważają się oni za najstarszy naród w Europie, mówiący najstarszym i reliktowym językiem.

### Edukacja
W ostatnich dziesięcioleciach obserwuje się znaczące ożywienie języka i kultury, coraz więcej ludzi zaczyna mówić po baskijsku, co jest niejako odwróceniem trendu trwającego od wielu dziesięcioleci. Język baskijski zaczyna pojawiać się w największych metropoliach regionu – Pampelunie, San Sebastian, Bilbao. Świadectwem ożywienia kulturalnego jest otwarcie słynnego Muzeum Guggenheima w Bilbao.
W 1979 r., kiedy kraj Basków uzyskał autonomię, jedynie 20 proc jego ludności używało baskijskiego, a obecnie liczba ta wynosi 22%. Znacząco wzrosła jednak liczba osób, które znają baskijski, lecz nie używają go w domu – np. liczba mieszkańców Kraju Basków nie znających baskijskiego w ogóle zmniejszyła się o 250 tys. od 1991 do 2001 r., obecnie stanowią oni 44% – zatem ponad połowa mieszkańców zna baskijski. Ten wzrost był wynikiem wzmocnienia nastrojów nacjonalistycznych i świadomej polityki rządu baskijskiego, zmierzającego do zwiększenia zasięgu języka baskijskiego. Istnieją instytucje popierające „baskizację”: specjalny wydział baskijskiego ministerstwa edukacji, Instytut Piśmienności Dorosłych i Baskizacji oraz Instytut Baskijski Administracji Publicznej. Istnieje instytucja państwowa (Królewska Akademia Języka Baskijskiego) i wiele prywatnych zajmujących się normalizacją języka (ustalaniem naukowej terminologii itp.).
Efekty są pozytywne. Na Uniwersytecie Kraju Basków 25% studentów uczy się w języku baskijskim. Wśród osób w wieku od 16–24 lata panuje większa znajomość baskijskiego, niż wśród osób w wieku 25–34. Często zdarza się, że młodzi używają języka między sobą, a nie używają go w domu. Dlatego też rząd baskijski podejmuje starania o to, by baskijski był przekazywany z pokolenia na pokolenie oraz aby młodzi, nauczywszy się baskijskiego w szkole, używali go także w domu.
Na terenie Kraju Basków działają trzy uniwersytety: Uniwersytet Kraju Basków (państwowy), Uniwersytet Duesto (prestiżowy, prywatny uniwersytet o długiej tradycji, kierowany przez jezuitów), Uniwersytet Mondragon (prywatny). Sprzyjająca przetrwaniu języka baskijskiego sytuacja panuje jednak tylko w Hiszpanii. We Francji obowiązuje nadal polityka asymilacji i jednego języka urzędowego, a zakres używania baskijskiego zmniejsza się.

### Kultura
W początkowym okresie kultura baskijska była oparta na przekazach ustnych, stąd pierwsze dzieło literackie, zbiór wierszy Beniata Etxepare, datuje się dopiero na wiek XVI. Za najwybitniejszego pisarza baskijskiego uważa się Miguela de Unamuno y Jugo (1864–1936). Był profesorem uniwersytetu w Salamance, zajmował się też filozofią.
Baskowie uwielbiają świętowanie. Np. w sierpniu Bilbao i San Sebastian obchodzą Tydzień Miasta. W tym czasie wędrujące orkiestry wygrywają ludowe melodie na miejscowych fletach (txistu) oraz bębnach. San Sebastian znane jest także z Międzynarodowego Festiwalu Filmowego (istnieje od 1957 r., najlepsze filmy fabularne i krótkometrażowe nagradzane są Wielką Złotą Muszlą), odwiedzanego przez licznych turystów.
Baskowie wykazują się pewnymi odrębnościami, jeśli chodzi o zwyczaje i tradycje, w stosunku do reszty populacji Hiszpanii. Zwraca uwagę bardzo duże przywiązanie do domu, domowego siedliska. Nazwisko baskijskie kojarzone jest z określonym domem, nawet jeśli ten już nie istnieje. Nazwiska te, przetłumaczone, brzmią często „na szczycie wzgórza”, lub „w dole rzeki”, co określa położenie rodowego siedliska. Świadczy to o dużym przywiązaniu Basków do swojej ziemi i związane jest z długą tradycją osadnictwa.
W przeciwieństwie do kultur Indoeuropejczyków, pierwotna kultura Basków była prawdopodobnie matriarchalna, jednakże w związku z wpływami sąsiednich ludów utraciła taki charakter i obecnie pod tym względem Baskowie nie różnią się od Hiszpanów. Mimo to, pozycja kobiety zawsze była nieco lepsza, niż na sąsiednich terytoriach.
Pod względem religii baskijska ludność od dawna była ortodoksyjnie katolicka, choć naturalnie w ostatnich latach wraz z procesami sekularyzacji religijność ta osłabła. Baskiem był założyciel zakonu jezuitów, Ignacio de Loyola.
Mitologia Basków, obecna w licznych legendach i przekazach, wykazuje pewne odrębne cechy w stosunku do mitologii ludów indoeuropejskich. Najważniejszą boginią była Mari (a więc nie bóg-mężczyzna, jak u ludów indoeuropejskich, tylko bogini, symbolizująca płodność), a jej mężem Sugaar. Byli to bogowie kreacji i destrukcji, zamieszkujący w niedostępnych szczytach Pirenejów. Baskowie mają swojego yeti, zamieszkującego w Pirenejach i zwanego Basajaun. Nie jest do końca jasne ile elementów w baskijskich legendach jest pogańskich, a ile pochodzi z czasów rzymskich i ze średniowiecza (gdyż często zdarza się tak, że „pogańscy” olbrzymi przyjmują w legendach chrześcijaństwo itp.).
Podstawą kuchni baskijskiej jest papryka z Espelette.

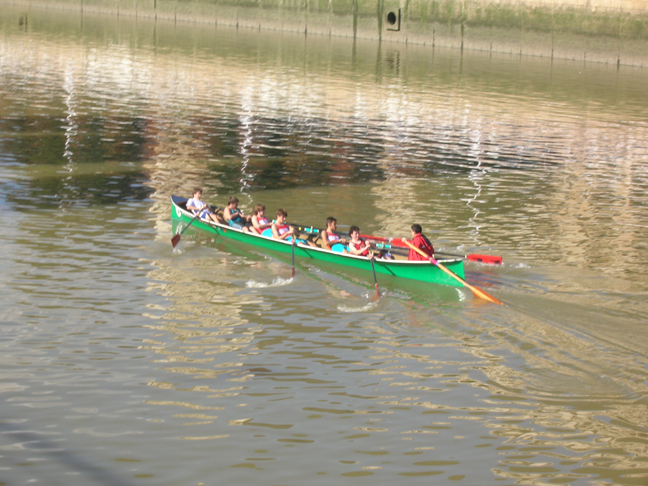
Tradycyjne baskijskie wyścigi łodzi rybackich

### Sport
Jest wiele tradycyjnych sportów baskijskich, np. wyścigi w łodziach rybackich (trainera), przeciąganie liny (sokatira), koszenie trawy kosą (segalaritza), różne formy wyścigów z głazami czy ich przenoszenia (dema) np. z pomocą zwierząt domowych, wyścigi psów pasterskich, przenoszenie ciężarów na czas (txinga errute) czy pelota – odmiana tenisa. Jest też specjalna baskijska sztuka walki (zipota). Corrida jest równie popularna, co w innych częściach Hiszpanii, mimo że Kraj Basków nigdy nie specjalizował się w hodowli byków. W Pampelunie, stolicy Nawarry, odbywa się co roku słynny wyścig przed uciekającymi bykami, jedna z większych atrakcji turystycznych regionu (początkowo było to po prostu prowadzenie byków na corridę ulicami miasta).
Wielką pasją Basków pozostaje piłka nożna. W tym przypadku pełni ona funkcję nie tylko rozrywkową, ale i służy manifestowaniu uczuć narodowych. W okresie dyktatury Franco jedynie na stadionach mogły dość bezkarnie powiewać ikurriny. W regionie mają swoją siedzibę dwa wielkie kluby: Athletic Bilbao (założony w 1898 r., 8 tytułów mistrza Hiszpanii) i Real Sociedad z San Sebastian (założony w 1909 r., 2 tytuły mistrza Hiszpanii).
Oba kluby opierają się na wychowankach z regionu: Real z prowincji Guipuzkoa, a Athletic z Biskai. Drużyny w zasadzie nie kupują zawodników zagranicznych (Athletic uczynił jeden wyjątek). Decyzja klubu z San Sebastian, sprzed kilku lat, o złamaniu tej zasady została przyjęta nieomal jak „zszarganie baskijskiej tożsamości i zdradę narodowych interesów”. Także transfery zawodników pomiędzy oboma klubami są niezwykłą rzadkością. Kolarstwo również jest bardzo popularne w Kraju Basków.

### Euskera
Język euskera używany przez około 510 tys. osób w Hiszpanii. W samym Kraju Basków posługuje się nim 460 tys. osób (22%), a jest znany 56% ludności. W prowincji Nawarra analogiczne liczby to 50 tys. użytkowników (9%), zna go natomiast 70 tys. (13%). Na terytoriach francuskich znajomość euskery deklaruje około 60 tys. osób. Za Basków uważają się prawie wszyscy mieszkańcy Kraju Basków, tylko część mieszkańców Nawarry (raczej na północy tego regionu), a we Francji 700 tys. osób.

### Emigracja baskijska
Liczbę osób pochodzenia baskijskiego na emigracji w USA ocenia się na około 730 000. Zamieszkują oni głównie w takich stanach jak Idaho i Kalifornia; pierwotnym zajęciem Basków na tych terenach była hodowla owiec (w USA nadal niektóre osoby pochodzenia baskijskiego zachowały język). Nieznana jest liczba osób pochodzenia baskijskiego w krajach Ameryki Łacińskiej, wpływy baskijskie są jednakże szczególnie silne w Chile i Argentynie (świadczy o tym bardzo duża liczba osób o nazwiskach baskijskich). Pierwszy demokratyczny prezydent Argentyny, Hipolito Yrigoyen, był pochodzenia baskijskiego, podobnie jak prezydenci Aramburu i Urquiza. Również Che Guevara miał korzenie baskijskie.

### Świadomość narodowa w Kraju Basków
Świadomość narodową w Kraju Basków można scharakteryzować poprzez następujące statystyki:
Około 40–50% populacji uważa się za „nacjonalistów”, choć nie jest w stanie dokładnie określić, co to oznacza.
Około 26% populacji uważa się „tylko za Basków” (wśród nacjonalistów 65%), 69% zarówno za Basków, jak i Hiszpanów, natomiast 7% za „tylko” Hiszpanów.
Stosunek do ewentualnej niepodległości: 24% za, 35% „zależnie od okoliczności”, 30% przeciw. Stosunek ten nie zmienia się znacząco od początku XX w. W ew. referendum w sprawie niepodległości 45% głosowałyby na nie, a 30% na tak. Najwięcej zwolenników niepodległości jest w prowincji Guipuzkoa.
Stosunek do ETA: 60% odrzuca całkowicie. Reszta także odrzuca ETA, choć przyznaje, że jej działania były słuszne w przeszłości. Znikomy odsetek popiera ETA (najwięcej było w 1981 r. – 10%).
Stosunek do planu Ibarretxe. W ew. referendum 37% byłoby za, 29% przeciw, reszta nie poszłaby do urn. Można więc wysnuć wniosek, że większość społeczeństwa Basków poparłaby rozszerzenie autonomii, jednak sprzeciwiłaby się niepodległości.
Źródła: patrz dział historia.

## Odrębność Basków: ekonomia
Śledząc dzieje rozwoju gospodarczego prowincji Biskaja i Gipuzkoa można stwierdzić, że na przełomie XIX i XX wieku to właśnie baskijscy przedsiębiorcy stali się pionierami industrializacji całej Hiszpanii. Stworzyli z Kraju Basków nie tylko prężne centrum finansowe regionu, lecz także rozwinęli całe gałęzie przemysłu: elektrycznego, hutnictwa stali, papierniczego i cementowego. Również po drugiej wojnie światowej regiony baskijskie przechodziły fazy szybkiego rozwoju gospodarczego. Podczas gdy w latach 1957–1967 Hiszpania jako całość rozwijała się w najwyższym w świecie Zachodu tempie 9%, w Kraju Basków było ono jeszcze szybsze. Wzrost aspiracji narodowych Basków nie jest więc efektem pauperyzacji narodu, czy ekonomicznej dyskryminacji. Szybko rozwijające się przedsiębiorstwa przemysłowe nie były instrumentem eksploatacji ludności baskijskiej przez „obcych”, gdyż w większości należały do rodowitych Basków. Wyrazem pogłębienia się świadomości narodowej nie była też chęć odseparowania się od Hiszpanii z uwagi na bogactwo Kraju Basków. Przeciwnie, wśród magnatów przemysłu baskijskiego z trudem można było znaleźć zdeklarowanych, radykalnych nacjonalistów. Przedsiębiorcy zdawali sobie sprawę z korzyści gospodarczych, jakie niosło prowadzenie interesów na szerszą, ogólnokrajową skalę. Również i dzisiaj są oni świadomi jak wielki byłby koszt pełnego urzeczywistnienia niepodległościowych marzeń narodu baskijskiego (szacuje się je jako trwały, 10% spadek dochodu całego Kraju). Ekonomia nie determinowała więc baskijskich dążeń niepodległościowych. Źródeł tych należy poszukiwać gdzie indziej.
We wczesnych latach 70., gdy rozpoczęła się walka zbrojna o niepodległość, Kraj Basków był jednym z najbogatszych regionów Hiszpanii. Zajmował trzecią pozycję pośród 17 regionów, w zakresie poziomu rozwoju gospodarczego liczonego wielkością dochodu per capita. Z końcem lat 90., po 30 latach intensywnego konfliktu politycznego i ekonomicznego, Kraj Basków zajmował jednak dopiero 6 pozycję. W tym okresie ucierpiała w wyniku działalności ETA nie tylko ludność cywilna, ale również baskijskie przedsiębiorstwa. Stały się one celem przemocy i rabunku, który miał pokryć potrzeby finansowe ETA. Reakcją baskijskich biznesmenów było stopniowe opuszczanie Kraju i wycofywanie się z prowadzonych interesów. Działalność w kraju wstrzymali także inwestorzy zagraniczni, mimo że zamachy bombowe miały miejsce we wszystkich regionach Hiszpanii. Jest zupełnie jasne, iż główną przyczyną pogorszenia się gospodarczej pozycji Kraju Basków są wielorakie skutki działalności terrorystycznej.
Kraj Basków wciąż wyróżnia się spośród innych regionów bogactwem. Według najnowszych raportów wzrost gospodarczy w zeszłym roku wyniósł aż 3% (dwa lata temu było to 2,7%), czyniąc z Kraju Basków jeden z najdynamiczniej rozwijających się regionów Hiszpanii [niezbędny przypis]. Od 1995 roku przeciętny dochód per capita w kraju rósł w tempie 6,9%, podczas gdy w całej Hiszpanii wskaźnik ten wyniósł 6,4%.
Lata 90. to również początek rozwoju nowych branż, takich jak telekomunikacja czy przemysł komputerowy, napędzanego przede wszystkimi wydatkami z kasy publicznej, a nie prywatnej. Ich wysokość władze baskijskie ustaliły na poziomie przekraczającym średnią krajową. Powstał plan modernizacji przemysłowej metropolii Bilbao, wizytówką którego miało stać się nowoczesne Muzeum Guggenheima. Rozwój Kraju Basków byłby oczywiście znacznie szybszy, gdyby nie destrukcyjny wpływ działalności terrorystycznej.
Relacje budżetowo-finansowe łączące rząd centralny w Madrycie i autonomiczny rząd baskijski można uznać za specyficzne.
Rząd baskijski jest zobowiązany do składania corocznej daniny, cupo, na rzecz państwa. Jej wysokość ustala Madryt jako odsetek PKB. W latach 1997–2001 wynosił on 6,24% PKB. Kwoty pobrane przez państwo przeznacza się na utrzymanie armii, prowadzenie polityki zagranicznej oraz ogólnokrajowe projekty infrastrukturalne, takie jak lotniska i porty. Kraj Basków ponosi całkowitą odpowiedzialność za zebranie podatków. Ma on pełne prawo ustalania ich struktury, ulg oraz intensywności progresji podatkowej.

## Baskowie i morze
Od średniowiecza Baskowie byli potentatami połowów ryb na Atlantyku i pochodnych dziedzin gospodarki. W XII wieku byli specjalistami w zakresie wielorybnictwa, polując na wieloryby w Zatoce Biskajskiej. Zwierzęta te dostarczały mieszkańcom Europy wielu ważnych surowców (tłuszcz wielorybi, spermacet, ambra, fiszbin). Jako potęga wielorybnicza zyskali też uznanie innych krajów: Brytyjczycy korzystali z ich usług w tym zakresie w okolicach Spitsbergenu, do polowań na wieloryby grenlandzkie. Z czasem Baskowie zaczęli się wypuszczać coraz dalej, a w XVI wieku dotarli do Nowej Fundlandii. W poszukiwaniu nowych łowisk Baskowie dotarli do Ameryki Północnej, do której wybrzeży migrują w okresie letnim wieloryby.